# Montalbán (Aragó)
Montalbán —Mont-Albán, en aragonès— és un municipi d'Aragó a la província de Terol i forma, juntament amb Utrillas, el cap comarcal de la comarca de les Conques Mineres. Del nucli urbà destaca l'església d'estil gòtic i mudèjar de Sant Jaume Apòstol.